# Subachoque (ort)
Subachoque är en ort i Colombia.   Den ligger i departementet Cundinamarca, i den centrala delen av landet, 40 km norr om huvudstaden Bogotá. Subachoque ligger 2 651 meter över havet och antalet invånare är 4 088.
Terrängen runt Subachoque är kuperad åt nordost, men åt sydväst är den platt. Runt Subachoque är det ganska tätbefolkat, med 214 invånare per kvadratkilometer. Närmaste större samhälle är Chía, 14,7 km sydost om Subachoque. I omgivningarna runt Subachoque växer i huvudsak städsegrön lövskog.